# Bangkok Bank
Bangkok Bank — крупнейший коммерческий банк Таиланда. Банк имеет более тысячи отделений в Таиланде, более 300 в Индонезии и ещё около 30 в других странах. Штаб-квартира банка расположена в Бангкоке.

## История
Банк Бангкока был основан в 1944 году в китайском квартале Бангкока этническим китайцем Чин Софонпанич (Chin Sophonpanich); его сын, Чатри Софонпанич, занимал пост президента банка с 1980 по 1992 год, а внук, Чартсири Софонпанич является президентом с 1994 года.
Первое зарубежное отделение было открыто в 1954 году в Гонконге, за ним последовали отделения в Сингапуре и Токио. В 1967 году банку был присвоен королевский ордер назначения, что подчёркивает значение его деятельности для национальной экономики. В 1975 году акции Банка Бангкока были размещены на фондовой бирже Таиланда.
В мае 2020 года за $2,7 млрд был куплен PermataBank, входящий в десятку крупнейших банков Индонезии с 300 отделениями; с 2006 года этот банк принадлежал консорциуму из PT Astra International и Standard Chartered.

## Деятельность
Сеть банка насчитывает 1128 отделений в Таиланде и 330 в других странах: Индонезия (PermataBank, 302 отделения), КНР (6), Малайзия (5), Тайвань (3), Гонконг (2), Вьетнам (2), Лаос (2), Япония (2), Сингапур, Камбоджа, Филиппины, Мьянма, Великобритания и США (по 1 отделению).
Активы на конец 2020 года составили 3,82 трлн батов ($117 млрд), из них 2,37 трлн пришлось на выданные кредиты, 816 млрд — на инвестиции в ценные бумаги. Принятые депозиты составили 2,81 трлн батов.
| Год                 | 2011  | 2012  | 2013  | 2014  | 2015  | 2016  | 2017  | 2018  | 2019  | 2020  |
| ------------------- | ----- | ----- | ----- | ----- | ----- | ----- | ----- | ----- | ----- | ----- |
| Выручка             | 82,2  | 85,4  | 91,4  | 96,8  | 102,7 | 105,8 | 112,5 | 121,4 | 133,7 | 118,7 |
| Чистая прибыль      | 18,9  | 31,8  | 35,9  | 36,3  | 34,2  | 31,8  | 33,0  | 35,3  | 35,8  | 17,2  |
| Активы              | 2109  | 2421  | 2597  | 2760  | 2836  | 2944  | 3076  | 3117  | 3217  | 3823  |
| Собственный капитал | 245,8 | 272,0 | 295,9 | 323,5 | 361,8 | 379,0 | 401,7 | 412,8 | 427,8 | 449,0 |

Код банка в системе SWIFT — BKKBTHBK.